# Lubuk Mandarsah
Lubuk Mandarsah is een bestuurslaag in het regentschap Tebo van de provincie Jambi, Indonesië. Lubuk Mandarsah telt 8562 inwoners (volkstelling 2010).